# كيفن دوسن
كيفن دوسن (بالإسبانية: Kevin Dawson) (9 فبراير 1992 في الأوروغواي - ) هو لاعب كرة قدم أوروغواني في مركز حراسة المرمى. شارك مع منتخب الأوروغواي تحت 17 سنة لكرة القدم. أما مع النوادي، فقد لعب مع ناسيونال مونتيفيديو وClub Plaza Colonia de Deportes ‏.

## وصلات خارجية
- كيفن دوسن على موقع قاعدة بيانات كرة القدم.إي يو (الإنجليزية)
- كيفن دوسن على موقع Soccerway.com (الإنجليزية)
- كيفن دوسن على موقع عالم كرة القدم.نت (الإنجليزية)
- كيفن دوسن على موقع AS.com (الإسبانية)